# Open mobile IS
Open mobile IS est un projet open source (GNU LGPL) proposant, sous la forme d'un framework Java, tous les outils, API et documents nécessaires au déploiement d'applications nomades d'entreprise. Le cœur du projet est divisé en composants interopérables répondant aux besoins des utilisateurs mobiles.
Open mobile IS a pris le pendant de la synchronisation face au « tout connecté ». En effet, malgré un réseau universel de plus en plus présent (Wifi, 3G, Internet, …) les contraintes de travail des entreprises imposent parfois selon l'environnement d'évolution une utilisation d'applications mobiles de manière déconnecté.
Le moteur de synchronisation objet permet de garder en permanence une cohérence des données sur le serveur et le terminal. Il supporte des montées en charge de plusieurs centaines d'utilisateurs et fournit des algorithmes de réplication permettant de gérer de façon efficace les conflits de synchronisation.

## Historique
Le projet a débuté en 2004.
C'est au début de l'année 2005 qu'Open mobile IS a rejoint le consortium ObjectWeb (Communauté open source créée en 1999 par Bull, France Telecom R&D et l'INRIA dans le but de proposer et diffuser des middleware open source).
Vainqueur des trophées du libre en 2006.

## Technique
Open mobile IS c'est :
- Un moteur de synchronisation : Les données et l'application sont embarquées sur le terminal mobile et peuvent ainsi être utilisé partout et tout le temps. Le moteur est basé sur le protocole SyncML et des algorithmes spécifiques afin de minimiser les temps de synchronisation avec le serveur.

- Un web serveur embarqué avec un moteur de template (comme JSP) permet l'interprétation des interfaces web. Open mobile IS fournit tous les outils nécessaires au développement des interfaces sur le terminal mobile.

- Une compatibilité avec les standards de sécurité. Le framework propose plusieurs accès facilitant le plug de n'importe quelle police de sécurité.

- Open mobile IS fonctionne avec toutes les machines virtuelles Java compatible J2SE et J2ME CDC standard (un portage sur J2ME CLDC est en cours). Il a été testé sur les systèmes suivants : Microsoft Windows XP, 2003 et Vista, Windows mobile (5, 6, 6.1), Linux, Android.

- Un moteur de mise à jour des modules : toutes les applications sont constituées de modules. Ces modules sont déployés sur le serveur et les terminaux mobiles sont ainsi automatiquement mis à jour durant la synchronisation.